# Jerry Doyle
Jerry Doyle (New York, 16 luglio 1956 – Las Vegas, 27 luglio 2016) è stato un attore statunitense.

## Biografia
È stato sposato con Andrea Thompson dal 1995 al 1997, da cui ha avuto un figlio, Al. Prima di diventare attore è stato pilota nella US Air Force. È noto per aver interpretato la parte di Michael Garibaldi nella serie televisiva Babylon 5.
Era affetto da alcolismo cronico. È morto il 27 luglio 2016 per cause naturali.

## Filmografia

### Cinema
- Storm Watch, regia di Terry Cunningham (2002)
- Devious Beings, regia di Chris Mazzei (2002)
- Il tesoro perduto (Lost Treasure), regia di Jim Wynorski (2003)
- The Long Ride Home, regia di Robert Marcarelli (2003)
- Open House, regia di Dan Mirvish (2004)

### Televisione
- Moonlighting – serie TV,  episodio 4x06 (1987)
- Ragionevoli dubbi (Reasonable Doubts) – serie TV,  episodio 1x11 (1991)
- Homefront - La guerra a casa (Homefront) – serie TV,  episodi 1x04-1x22 (1991-1992)
- Babylon 5 – serie TV,  108 episodi (1994-1998)
- Renegade – serie TV,  episodio 4x02 (1995)
- Una giungla di stelle per capitan Simian (Captain Simian & the Space Monkeys) – serie TV animata,  4 episodi (1996-1997) (voce)
- I viaggiatori (Sliders) – serie TV,  episodio 5x03 (1999)
- Più forte ragazzi (Martial Law) – serie TV,  episodio 2x01 (1999)
- Beverly Hills 90210 (Beverly Hills, 90210) – serie TV,  episodio 10x15 (2000)
- JAG - Avvocati in divisa (JAG) – serie TV,  episodio 9x08 (2003)
- NYPD - New York Police Department (NYPD Blue) – serie TV,  episodio 11x15 (2004)
- Republic of Doyle – serie TV,  episodio 1x02 (2010)